# 사회적 직관주의
도덕심리학에서 사회적 직관주의는 도덕적 입장이 비언어적이고 행동적인 경우가 많다고 제안하는 모델이다. 종종 이러한 사회적 직관주의는 사람들이 강력한 도덕적 반응을 보이지만 자신의 반응을 설명할 합리적인 원리를 확립하지 못하는 "도덕적 당혹감"에 기반을 둔다.

## 개요
사회적 직관주의는 도덕적 입장에 대해 주로 다음의 네 가지 주요 주장으로 구성된다.
1. 직관적이다("직관이 먼저 온다")
2. 사실이 확인된 후에 합리화되거나, 정당화되거나, 다른 방식으로 설명된다
3. 주로 다른 사람들에게 영향을 미치기 위해 취해진다
4. 다른 사람들과 그러한 입장을 논의함으로써 자주 영향을 받거나 때로는 변화된다.[3]

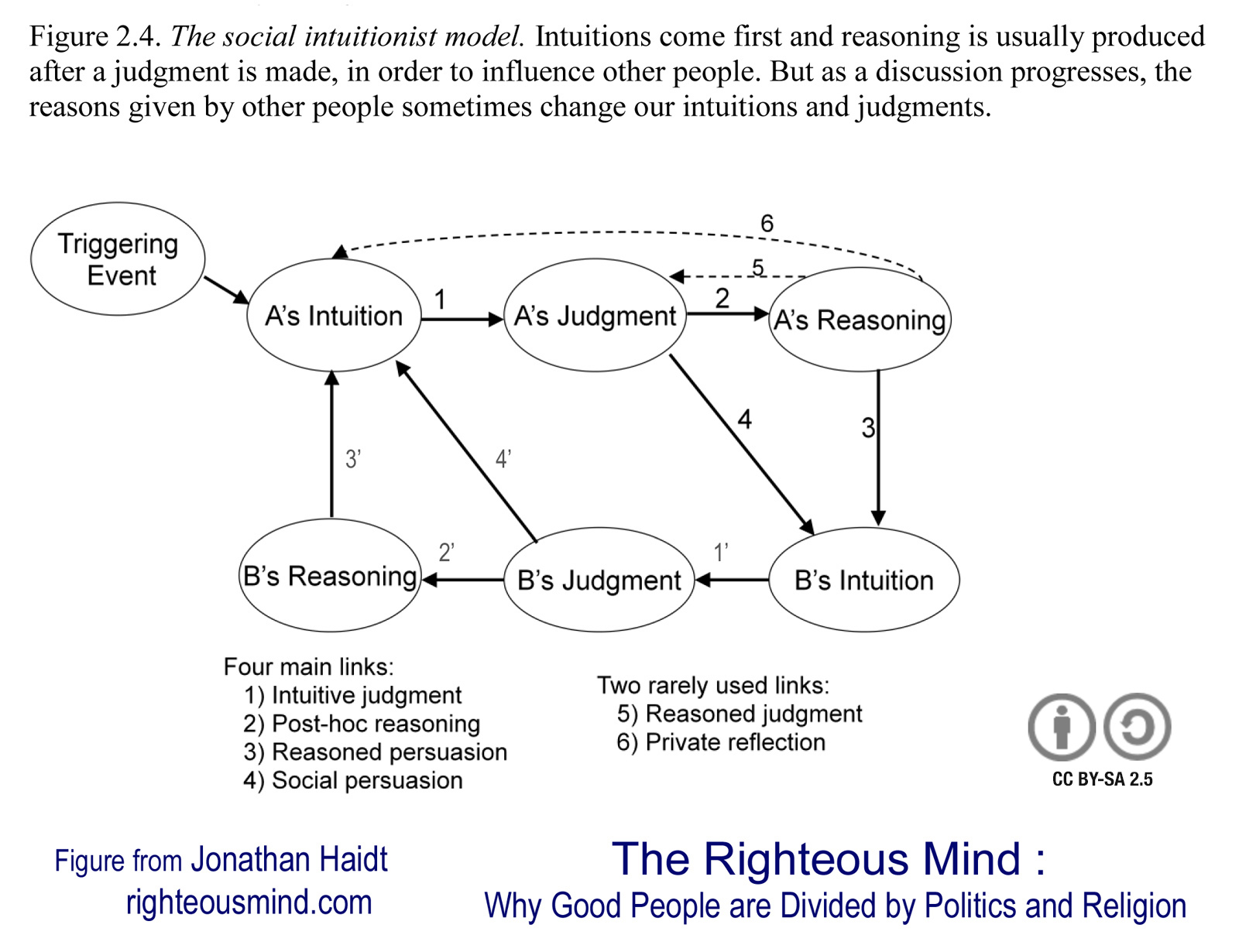
사회적 직관주의 모델

이 모델은 로런스 콜버그의 도덕 추론 단계 이론과 같은 이전의 합리주의 도덕 이론과는 다르다. 부분적으로 동기 부여된 추론, 자동성, 안토니오 다마지오의 신체 표지 가설에 대한 연구에서 영감을 받은 조너선 하이트 (2001)의 사회적 직관주의 모델은 도덕적 결론에 도달하는 데 있어서 추론의 역할을 경시했다. 하이트는 도덕적 판단이 주로 직관에 의해 발생하며, 추론은 대부분의 도덕적 의사 결정에서 작은 역할을 한다고 주장한다. 의식적인 사고 과정은 우리의 결정에 대한 일종의 사후적 정당화 역할을 한다.
그의 주요 증거는 사람들이 강력한 도덕적 반응을 보이지만 자신의 반응을 설명할 합리적인 원리를 확립하지 못하는 "도덕적 당혹감" 연구에서 비롯된다. 도덕적 직관이 활성화되는 상황의 예시는 다음과 같다. 남매가 한 번 잠자리를 같이한다고 상상했을 때 아무도 모르고, 누구에게도 해가 없으며, 둘 다 이로 인해 형제자매로서 더 가까워졌다고 느낀다. 이 근친상간 시나리오를 상상하는 대부분의 사람들은 매우 강한 부정적인 반응을 보이지만, 그 이유를 설명할 수 없다. 하워드 마골리스 등의 초기 연구를 언급하며, 하이트는 우리가 도덕적으로 가득 찬 상황에 대한 반응을 생성하고 우리의 도덕적 행동의 기반이 되는 무의식적인 직관적 휴리스틱을 가지고 있다고 제안한다. 그는 사람들이 자신의 도덕적 입장을 설명할 때, 실제로 그러한 결론을 이끈 핵심 전제와 과정을 숨기지는 않더라도 종종 놓친다고 제안한다.
하이트의 모델은 또한 도덕적 추론이 사적인 것보다 대인 관계적일 가능성이 더 높으며, 추상적인 원리보다는 사회적 동기(평판, 동맹 구축)를 반영한다고 말한다. 그는 대인 관계 논의(그리고 매우 드물게는 사적인 성찰)가 새로운 직관을 활성화하여 미래의 판단으로 이어질 수 있음을 인정한다.

## 인지의 역할을 의심하는 이유
하이트(2001)는 콜버그 등이 주장하는 인지 우위 모델을 의심하는 네 가지 이유를 제시한다.
1. 도덕적 판단을 포함한 많은 평가가 적어도 초기 단계에서는 자동으로 이루어진다는 상당한 증거가 있다(그리고 이러한 초기 판단은 후속 판단을 고정시킨다).
2. 도덕적 추론 과정은 "관련성" 동기(인상 관리 및 다른 사람과의 원활한 상호 작용 관련)와 "일관성" 동기(일관된 정체성과 세계관 보존)라는 두 가지 동기에 의해 크게 편향된다.
3. 추론 과정은 사람들이 실제 선택의 근거가 되는 이유를 정확하게 설명하지 못함에도 불구하고 사람들이 믿는 설득력 있는 사후 정당화를 행동에 대해 만들어낸다는 것이 반복적으로 입증되었다.[10]
4. 하이트에 따르면, 도덕적 행동은 도덕적 추론보다 도덕적 감정과 더 많이 공변한다.

이 네 가지 주장은 하이트로 하여금 도덕적 추론에 대한 수십 년간의 기존 작업을 주요하게 재해석하게 했다.
사람들이 제시하는 정당화는 그들이 내리는 도덕적 판단과 밀접하게 관련되어 있기 때문에, 이전 연구자들은 정당화된 이유가 판단을 야기했다고 가정했다. 그러나 사람들이 자동적인 판단 과정에 접근할 수 없다면, 역방향 인과 관계가 더 설득력을 얻는다. 이 역방향 경로가 흔하다면, 도덕적 추론에 관한 방대한 문헌은 다양한 공동체와 연령대가 가지고 있는 선험적 도덕 이론의 일종의 민족지학으로 재해석될 수 있다.(pp. 822)

## 하이트 모델에 대한 반대 의견
하이트 모델에 대한 주요 비판 중 하나는 추론의 역할을 과소평가한다는 것이다. 예를 들어, 조셉 팩스턴과 조슈아 그린 (2010)은 도덕적 추론이 도덕적 판단에 중요한 역할을 하며, 편향에 대한 자동적인 경향을 상쇄하는 것을 포함하여 이에 대한 증거를 검토한다. 그린과 동료들은 사회적 직관주의 모델에 대한 대안인 이중 과정 모델을 제안했는데, 이는 권리와 의무를 포함하는 의무론적 도덕적 판단은 주로 직관에 의해 주도되는 반면, 더 큰 선을 증진시키는 것을 목표로 하는 공리주의적 판단은 통제된 인지 추론 과정에 기반을 둔다고 주장한다. 그린의 2008년 논문 "칸트 영혼의 비밀스러운 농담"은 칸트주의/의무론적 윤리가 감정적 반응에 의해 주도되는 경향이 있으며 합리주의라기보다는 합리화, 즉 직관적인 도덕적 판단을 사후적으로 정당화하려는 시도로 이해하는 것이 가장 좋다고 주장하지만, 저자는 자신의 주장이 추측성이며 결정적이지는 않을 것이라고 말한다. 여러 철학자들이 비판적인 답변을 작성했다. 폴 블룸 또한 직관만으로는 도덕적 가치의 역사적 변화를 설명할 수 없다는 이유로 하이트의 모델을 비판한다. 그는 도덕적 변화가 주로 합리적인 숙고의 산물이라고 믿는다.
아우구스토 블라시는 직관을 분석할 때 도덕적 책임과 성찰의 중요성을 강조한다. 그의 주요 주장은 대부분은 아니더라도 일부 직관이 자기 중심적이고 이기적인 경향이 있다는 것이다. 블라시는 하이트가 일반적인 사람을 묘사하고 이 모델(직관을 갖고, 그것에 따라 행동하고, 그리고 나서 그것을 정당화하는 것)이 항상 일어나는지 의문을 제기하며 비판한다. 그는 모든 사람이 이 모델을 따르지는 않는다는 결론에 도달했다. 더 자세히, 블라시는 하이트의 직관에 대한 다섯 가지 기본 입장을 제안한다.
- 일반적으로 도덕적 판단은 직관에 의해 야기되며, 직관 자체가 휴리스틱에 의해 야기되든, 휴리스틱이 직관이든; 본질적으로 감정에 기반을 두든, 문법 유형의 규칙에 의존하고 감정과 외부적으로 관련되든 상관없다.
- 직관은 빠르게 발생하며 의심할 여지 없이 명백하게 나타난다; 직관 자체 또는 그 원천은 무의식적이다.
- 직관은 최소한의 정보에 대한 반응이며, 분석이나 추론의 결과가 아니다; 또한 견고하고 진실로 나타나기 위해 추론을 필요로 하지도 않는다.
- 추론은 발생할 수 있지만 드물게; 그 용도는 다른 사람들에게든 자신에게든 사후적으로 판단을 정당화하는 것이다. 요컨대 이유는 도덕적 기능을 갖지 않는다.

이러한 경험적 사실 때문에, 피아제와 콜버그의 "합리주의적" 이론과 방법은 거부된다. 블라시는 하이트가 자신의 입장을 뒷받침할 충분한 증거를 제공하지 못한다고 주장한다.
하이트의 모델은 사회학에서 광범위하게 사용되었지만, 여기서는 도덕적 판단에서 사회적 인식의 역할을 간과했다는 비판을 받았다. 알리자 루프트는 우리의 도덕적 판단이 행동 자체뿐만 아니라 행동에 관련된 개인을 사회적으로 어떻게 분류하는지에 의해서도 형성된다고 주장한다. 그녀는 하이트의 초기 실험이 인종, 성별 또는 기타 사회적 범주로 암묵적 또는 명시적으로 특징 지어진 배우들에게 의존했다고 지적한다. 이러한 배우들이 다르게 상상되었다면—예를 들어, 그의 실험에서 근친상간 커플의 이름을 "마크"와 "줄리"에서 "자말"과 "레이키샤"로 바꾼다면—다른 판단이 나왔을 수도 있다. 이것은 하이트의 모델을 부정하는 것이 아니라 행동에 대한 판단이 사람에 대한 판단과 어떻게 교차할 수 있는지에 초점을 맞출 것을 장려한다.
다른 연구자들은 도덕적 당혹감과 관련된 사회적 직관주의를 뒷받침하는 증거에 대해 비판했으며, 이러한 발견이 참가자 반응의 오해에 기반을 둔다고 주장했다.

## 같이 보기
- 전염성 휴리스틱
- 이중 과정 이론 (도덕 심리학)
- 윤리적 직관주의 (철학)
- 도덕 감정
- 도덕 기초 이론
- 도덕 감각론 (철학)